# 라코타족

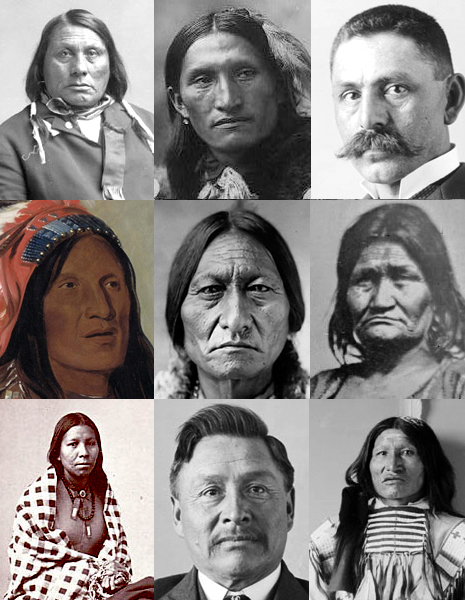
라코타족

라코타족(라코타어: Lakȟóta)은 아메리카 원주민의 퍼스트 네이션 가운데 하나인 수족의 한 갈래를 이루는 사람들이다. 라코타어 티퉁왕(Thítȟuŋwaŋ, 평원 부족)에서 유래한 이름인 테톤 수라고 불리기도 한다. 수족은 여러 갈래가 있지만 가장 많은 수를 차지 하는 갈래는 라코타족과 더불어 다코타족, 나코타족의 셋이다. 셋은 모두 수어에 속하는 방언을 쓰는 가까운 관계로 각 언어의 이름 역시 부족의 이름을 따른다. 라코타족이 쓰는 언어는 라코타어로 불린다.
라코타는 다시 다음과 같은 일곱의 하위 부족으로 나뉜다.
- 시창구족(Sičháŋǧu, 불에 탄 정강이)[2]
- 오글랄라족(Oglála, 스스로의 것을 흩뿌리는 사람들)[2]
- 이타지프초족(Itázipčho, 활 없는 사람들)[2]
- 훙크파파족(Húŋkpapȟa, (원을 이룬 부족들의) 끝자락 부족)[2]
- 므니코워주족(Mnikȟówožu, 물가 평원 부족)[2]
- 시하사파족(Sihásapa, 검은 발)[2]
- 오오헤눙파족(Oóhenuŋpa, 두 솥)[2]

라코타족 가운데 널리 알려진 사람으로는 훙크파파족의 타탕카 이오타케(Tȟatȟáŋka Íyotake, 앉은 소), 므니코워주족의 마흐피야 이카흐타갸(Maȟpíya Ičáȟtagya, 구름을 잡은 이), 오글랄라족의 헤하카 사파(Heȟáka Sápa, 검은 고라니), 마흐피야 루타(Maȟpíya Lúta, 붉은 구름), 타슈카 위트코(Tȟašúŋke Witkó, 성난 말), 싱테 글레스카(Siŋté Glešká, 점박이 꼬리)와 같은 미국 인디언 전쟁 당시 인물들과 1964년 도쿄 올림픽의 육상 선수 빌리 밀스가 있다.

## 역사

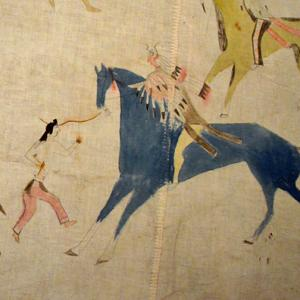
19세기 말에서 20세기 초 사이 옥양목 티피에 그려진 라코타족의 전투 장면

### 기원과 정착
수어를 쓰는 사람들의 기원 지역은 아마도 미시시피강 저지대였을 것으로 추정된다. 이들은 오하이오강 유역에 정착하였는데 어쩌면 이곳이 기원지일 수도 있다. 아메리카 둔덕 문화를 공유하는 여러 아메리카 원주민들과 같이 9세기에서 12세기 사이 라코타족은 농경 사회를 이루었다. 라코타의 전설과 다른 이야기들을 종합해 보면 이들은 원래 오대호 주변에 살았다고 한다. 산호세 대학교의 수족에 대한 설명에서는 "1600년 무렵 유럽인이 오기 전 다코타의 부족들은 슈피리어호 인근에 살았다. 이 숲이 우거진 환경에서 그들은 사냥하고 낚시를 하였으며 야생 곡물을 채집하였다. 그들은 또한 옥수수를 길렀지만 토양때문에 옥수수의 생산량에는 제한이 있었다"고 서술하고 있다. 이러한 생활 양식은 그곳에 보다 오래 전부터 정착해 있던 알곤키안족의 것을 나중에 이주해 온 수족 집단이 수용한 것일 수 있다. 16세기 후반에서 17세기 초 다코타-라코타 언어 사용자들은 미시시피 상류 지역인 미네소타주, 위스콘신주, 아이오와주, 그리고 다코타 준주 지역에 걸쳐 살았고, 17세기 후반 라코타 그룹이 경쟁 관계에 있던 아니시나아베족과 크리족에 밀려 미국 중서부의 대평원으로 거주지를 옮겼다.
라코타족의 오래된 역사는 그들의 겨울 샘 달력(라코타어: waníyetu wówapi, 와니예투 워와피)에 기록되어 있다. 동물의 가죽에 그려진 그림으로 된 이 달력은 라코타족의 역사에서 중요한 일이 그림으로 그려져 있다. 가장 오래된 이야기는 900년 무렵의 인물로 라코타족의 예연자로 숭배되는 프테상윙(Ptesáŋwiŋ, 흰 들소 송아지 여인)이 라코타 사람들에게 흰 들소 송아지 파이프를 건내준 것이다.
1730년 무렵 샤이엔족이 라코타 사람들에게 "힘센 개"(숭카와캉, šuŋkawakaŋ)라고 부르던 말타는 법을 알려주었다. 말을 사용하기 시작하면서 라코타족 문화의 중심에 아메리카들소 사냥이 자리잡게 되었다. 1660년 무렵 프랑스 탐험대는 수족 전체의 인구를 라코타와 다코타를 합하여 2만8천여 명 정도로 파악 하였다. 1805년 조사에서 라코타 사람들의 인구는 8천5백 명으로 집계되었고 1881년에는 1만6천110명 이었다. 19세기 상황에서 인구가 늘어난 아메리카 원주민 그룹은 극히 드물다. 2010년 인구 조사에서 라코타족은 약 17만 명 이었고 여전히 일상어로 라코타어를 사용하는 사람들의 수는 2천명 정도였다.
1720년 이후 라코타 사람들은 크게 나누어 두 집단으로 나뉘게 되었다. 사우스다코타와 노스다코타, 그리고 미네소타의 경계가 만나는 트레버스호 주변으로 이주한 사람들은 사오네라고 불렸고 제임스강 유역에 정착한 사람들은 오글랄라-시창구라고 불렸다. 1750년 무렵 사오네 사람들은 오글랄라-시창구 사람들을 쫓아 다시 미주리강 유역으로 이주하였다.
18세기 무렵 미주리강 유역에 살던 영향력이 큰 부족들은 아리카라족, 만단족, 히다차족이 있었는데 이들은 점차 인구가 늘어나는 라코타족이 미주리강을 넘지 않도록 견재하고 있었다. 그러나 1722년에서 1780년 사이 천연두가 유행하자 인구의 4분의 3이 희생되면서 더 이상 영향력을 유지할 수 없게 되었고 라코타족은 미주리강 넘어 미국 중서부의 대평원에 살게 되었다. 라코타족 가운데 먼저 미주리강 서쪽으로 건너간 사람들은 사오네로 이들은 말을 잘 다루어 키작은 풀들이 가득한 평원지대 여러 곳으로 빠르게 퍼져 나갔다. 1765년 서있는 곰이 샤이엔족이 살던 블랙힐스에 부족 사람들을 이끌고 들어가 정착하였고 10년 뒤 오글랄라와 시창구 사람들이 뒤따라 강을 건너 블랙힐스 부근에 모이게 되면서 샤이엔은 보다 서쪽의 파우더강 유역으로 이주하였다. 이로서 블랙힐스는 라코타 사람들의 고향이 되었다.

### 라라미 조약
미합중국이 라코타족과 처음 만나게 된 것은 1804년에서 1806년에 이루어진 루이스 클라크 탐험으로 라코타족은 무장 탐험대가 자신들의 영토를 지나 상류로 향하는 것을 거부하고 전투를 준비하였다. 탐험대가 라코타 영토에서 물러나 무력 충돌은 발생하지 않았다. 1823년 미군과 아리카라족 사이에 아리카라 전쟁이 일어나자 라코타족의 일부는 미군을 도와 자신들의 경쟁자였던 아리카라족을 공격하였다.
1843년 남부 라코타족은 푸른 외투 추장이 이끌던 루프강 유역의 포니족 마을을 공격하여 많은 사람들을 죽이고 마을을 불태웠다. 루프강은 네브라스카의 플랫강 지류이다. 30년 뒤인 1873년 라코타족은 미주리강의 또 다른 지류인 리퍼블리컨강에서 협곡 학살로 포니족을 완전히 무너뜨렸다.

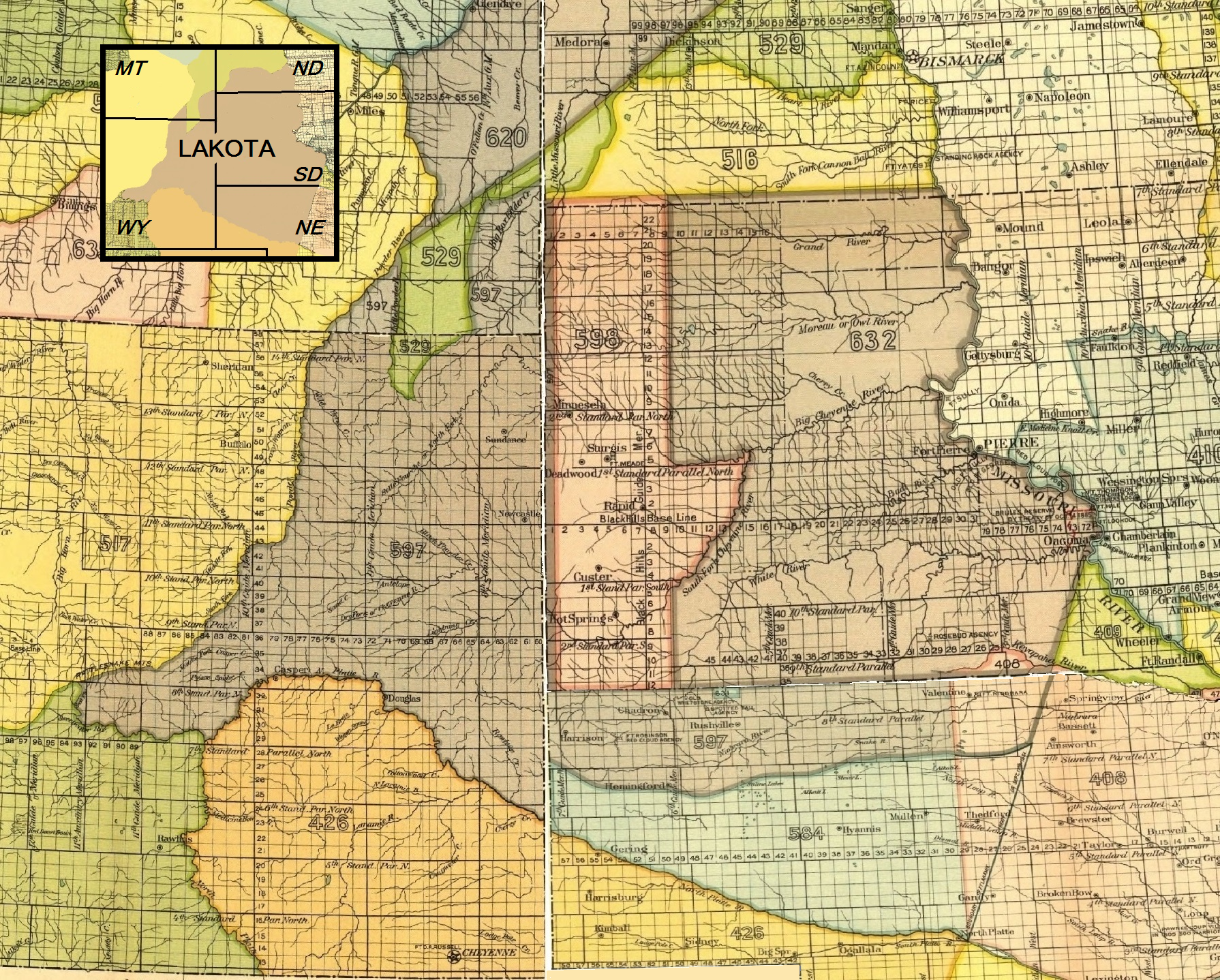
1851년 라라미 조약 당시 라코타족의 영토로 인정된 지역(지도의 408, 516, 584, 597, 598, 632 지역).

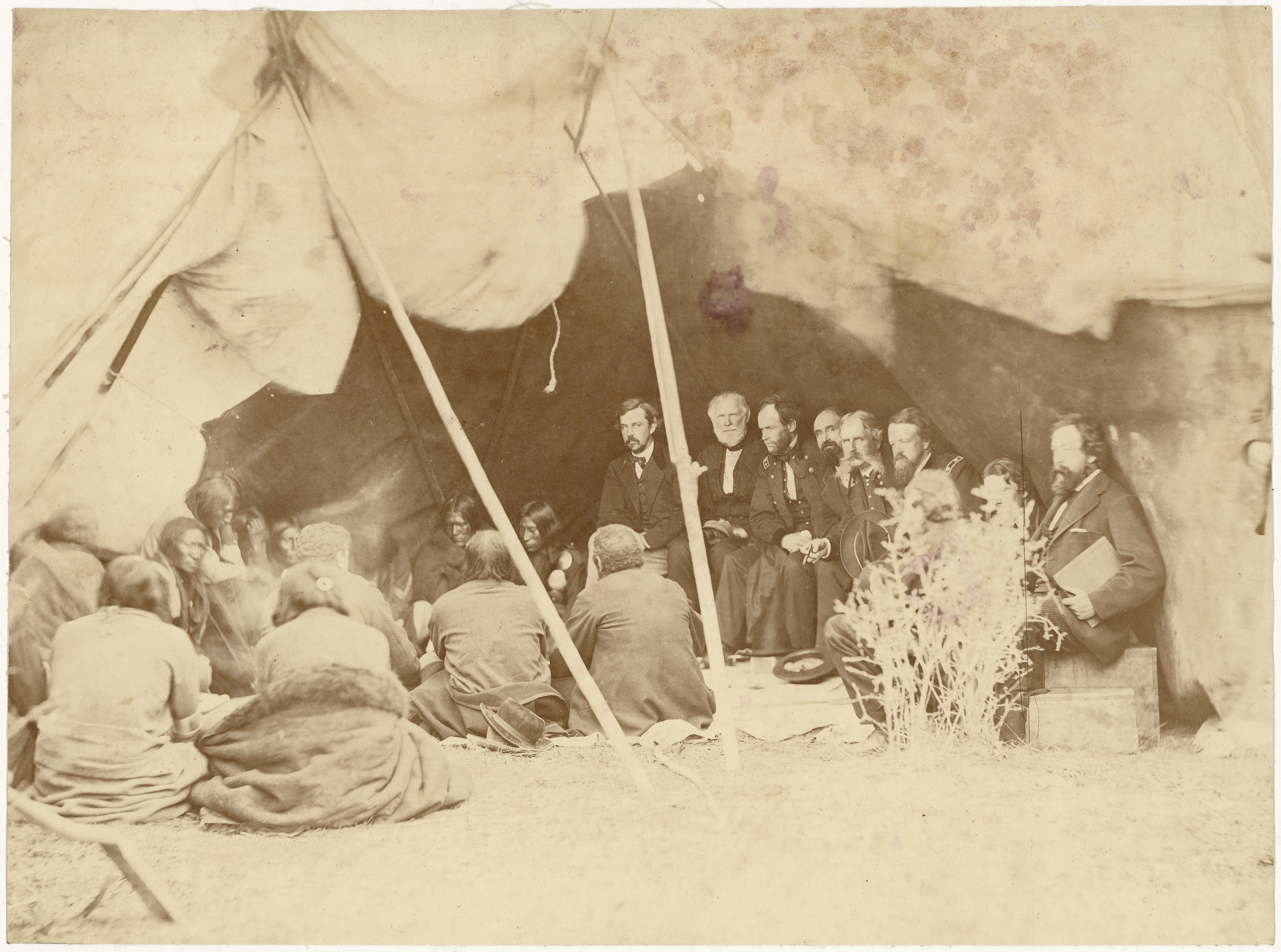
1868년 라라미 조약의 채결을 촬영한 사진. 윌리엄 테쿰세 셔먼(왼쪽에서 세번째)이 여러 부족의 추장들과 조약에 서명하고 있다.

라라미 요새는 1834년 가죽 무역의 거점으로 설치된 요새이다. 노스플랫강의 지류인 라라미강 유역에 새워진 이 요새는 당초 민간의 요새였지만 1849년 이후 미군이 주둔하였다. 라코타족은 미국 정부와 본격적인 갈등이 일어나기 전까지 이곳을 통해 아메리카들소의 가죽을 팔고 필요한 물품을 샀다. 미국 정부는 인디언 이주법을 만들어 아메리카 원주민들을 토지 매입에서부터 전쟁에 이르기까지 다양한 방법을 사용하여 이주시키고 유럽계 이주민을 정착시키는 식민정책을 실시하였고 이 과정에서 많은 무력 충돌이 일어났다. 1830년대 이후 골드 러시로 많은 사람들이 일확 천금을 꿈꾸며 오리건 가도를 따라 서부로 몰려들자 미국 정부는 통행의 안전을 이유로 애초에 약속했던 미미시피강 경계를 파기하고 서부에서도 인디언 보호 구역을 설정하고 그 이외의 땅에서 아메리카 원주민의 정착을 금지시키고자 하였다.
1851년 라라미 조약은 대평원에 살던 샤이엔족, 수족, 아라파호족, 크로우족(아프사알로게족), 어시니보인족, 만단족, 히다차족, 아리카라족들에게 미국 정부가 그들의 영토를 인정하는 대신 서부로 향하는 여행자의 안전을 보장하기로 한 조약이다. 특히 샤이엔과 라코타는 자신들의 영토에 정착한 유럽계 이주민과 크고 작은 무력 충돌을 벌이고 있었고, 서부로 향하는 마차 대열을 습격하였다. 그러나 이 조약은 명목상 원주민의 영토만을 인정했을 뿐, 늘어나는 유럽계 이주민의 정착지의 제한이나 원주민의 권리에 대해서는 어떠한 보장도 없었기 때문에 원주민의 입장에서는 미국 정부가 약속을 어긴 것으로 비춰졌다. 한편 미국 기병대는 이 조약을 "호전적인 인디언"을 공격할 명분으로 삼았다. 결국 조약 이후에도 상황은 달라지지 않게 되었다.
1855년 9월 3일 윌리엄 S. 하니가 이끄는 미군 700여 명은 네브라스카의 라코타족 마을을 공격하여 어린이를 포함한 100여 명의 사람을 죽였고 이에 라코타 사람들도 24명의 미군을 죽여 보복하는 그래턴 학살이 일어났다. 이 사건을 계기로 미군과 수족 사이의 수 전쟁이 시작되었다. 처음에는 라코타족과의 간헐적인 전투만 일어났으나 미국의 강요로 원래 살던 고향을 떠나 척박한 땅에서 허덕이던 다코타족들이 1862년 전투에 합류하면서 다코타 전쟁이 일어나 결국 수족 전체와 미군 사이의 무력 충돌로 확대되었다. 1865년 남북 전쟁이 끝나자 미군은 남부로 향했던 병력을 서부 원주민들에게 돌렸다.
1865년 보스먼 가도를 따라 몰려 오는 "백인"들의 마차 행렬이 라코타족과 충돌을 일으켰다. 마차가 공격을 받자 미군이 원주민을 공격하기 시작하였고 라코타족 영토 안에 요새를 건설하였다. 마흐피야 루타는 영토를 침범한 미군을 상대로 붉은 구름 전쟁을 벌였다. 사태가 장기화되자 미군은 요새의 철수를 약속하고 1868년 라라미 조약을 채결하였다. 이 무렵 블랙힐스는 라코타족 뿐만 아니라 수족 전체에게 성스러운 땅이었다. 그러나 금을 찾아 몰려드는 골드 러시는 블랙힐스에서도 예외가 아니었고 "백인은 영원히 블랙힐스에 정착하지 않는다"는 조약은 다시 파기되었다.

### 리틀빅혼 전투
남북 전쟁에서 로버트 E. 리의 항복 서명을 받아 유명해진 조지 암스트롱 커스터가 블랙힐스 지역 제7기병연대의 지휘관이 되었다. 한편 이 지역 미군 사령관 필립 셰리든은 "인디언 말살"을 위해 아메리카 원주민의 주요 자원이었던 아메리카들소를 마구 사냥하여 죽였다. 당시 아메리카들소는 여러 이유로 남획되고 있었는데, 아메리카 원주민 부족들에 대한 압박 수단으로도 사용되었다. 대륙횡단철도를 운영하는 철도 회사들은 철도 운행에 방해가 된다는 이유로 아메리카 들소 사냥꾼을 고용하였다. 버펄로 빌은 캔자스 퍼시픽 레일로드에 고용된 1867년에서 1868년까지 18 개월 사이에 4,282 마리의 들소를 사냥하였다.
1868년 라라미 조약 이후에도 블랙힐스 인근에서 미군과 아메리카 원주민 사이의 크고 작은 무력 충돌은 끊임 없이 이어졌다. 미군은 라코타를 비롯한 수족뿐만 아니라 샤이엔, 크로우와 같은 부족들과도 협약과 전쟁을 반복하고 있었다. 라코타의 타탕카 이오타케는 성스러운 고향을 팔 수 없다는 이유로 조약을 거부하고 보호 구역으로 이주를 거부하였다. 조약으로 설정된 그레이트 수 보호 구역의 크기 자체가 전체 수족이 정착하기에는 지나치게 작을 뿐더러 아메리카들소의 수도 줄어들어 살아가기가 어려워지자 많은 수족 사람들이 그의 주장에 동조하였다.
1876년 6월 25일 커스터가 이끄는 제7기병연대는 보호 구역으로 이주하기를 거부하는 "호전적인" 인디언들을 무찌른다는 구실로 타탕카 이오타케의 마을을 공격하여 리틀빅혼 전투가 벌어졌다. 그러나 타탕카 이오타케의 마을은 이미 1만명이 넘게 거주하고 있었고 때마침 있었던 태양 춤 의식 직후여서 전사만 2천명이 넘게 모여 있던 상태였다. 이들은 마을로 돌격해 오는 기병대를 궤멸시켰고 커스터 역시 전사하게 되었다. 미국 인디언 전쟁 기간 동안 미국 기병대의 연대 전체가 궤멸하여 패퇴한 전투는 극히 드문 사건이었다. 전투 이후 미국 의회는 2천5백 명의 병력 파병을 의결하였고 타탕카 이오타케는 미군의 추격을 피해 캐나다로 피신하였다. 캐나다의 산림 지역에서 4년을 보낸 타탕카 이오타케는 굶주림과 추위때문에 결국 항복하였고 인디언 당국의 감시 속에 살다가 1890년 그를 체포하려는 인디언 당국 요원과 총격전이 일어나 사망하였다. 같은 해 말 운디드니 학살이 일어나 어린이를 포함한 200여 명의 라코타 사람들이 제7기병연대에게 죽임을 당했다.

### 보호 구역

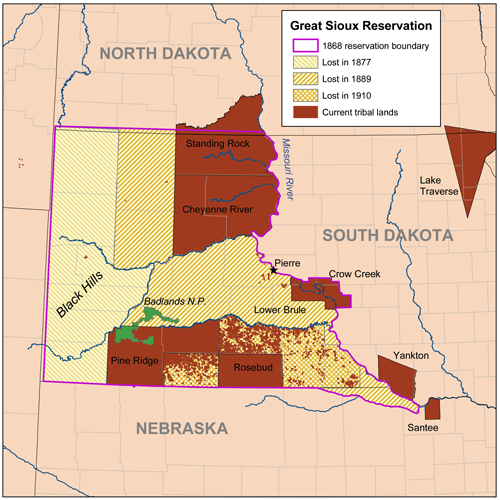
그레이트 수 보호구역의 변화. 1868년 설정된 보호 구역에 비해 현존하는 보호 구역은 절반이 되지 않는다.

1868년 설정된 그레이트 수 보호 구역은 1887년 도우스 법에 의해 현재의 구역이 되었다. 이른바 "인디언 문제"를 해결하기 위한 도우스 법은 기존의 강제 이주 정책 대신 아메리카 원주민 각 "가족"에게 일정한 크기의 토지를 할양하여 정착시키고자 한 법이었다.
리틀빅혼 전투와 운디드니 학살 이후 라코타족은 그레이트 수 보호 구역에 설정된 부족별 보호 구역에서 살게 되었다. 오늘날 라코타족이 거주하는 주요 보호 구역은 아래와 같다.
- 로즈버드 인디언 보호 구역 - 시창구족
- 파인리지 인디언 보호 구역 - 오글랄라족
- 로어브룰레 인디언 보호 구역 - 시창구족
- 샤이엔강 인디언 보호 구역] - 므니코워주족, 이타지프초족, 시하사파족, 오오헤눙파족
- 스탠딩락 인디언 보호 구역 - 훙크파파족을 비롯한 여러 집단에서 이주한 라코타족

라코타족은 그레이트 수 보호 구역 이외에도 몬테나의 포트펙 인디언 보호 구역, 노스다코타의 포트베솔드 인디언 보호 구역과 같은 곳에도 흩어져 살고 있으며 블랙힐스 전쟁 이후 캐나다로 넘어가 할머니(빅토리아 여왕) 땅에 정착한 그룹도 있다. 라코타 족의 인구가 가장 많은 곳은 여전히 블랙힐스이며 그 외로는 사우스다코타의 래피드시티, 콜로라도의 덴버가 있다.

### 20세기 이후
제2차 세계 대전 동안 미국은 아메리카 원주민을 통신 보안을 위한 암호 통신병으로 활용하였다. 태평양 전쟁에서 나바호족의 참전이 널리 알려져 있다. 라코타족 역시 이러한 통신병으로 복무하였으며 유럽 전선에 참전하였다.
아메리카 원주민을 "인디언"(영어: Indians, 인도인 - 크리스토퍼 콜럼버스가 아메리카를 인도로 착각하여 붙인 이름)이라 부르며 "야만인"으로 취급하던 유럽계 미국인의 편견은 여전히 사라지지 않은 채 인종 차별이 일어나고 있다. 2010년 라코타족 출신의 세르딕 굿맨은 자신이 원주민이라는 이유로 사회복지사 채용에서 불이익을 받았다고 소송을 제기하였다.
라코타족이 거주하는 보호 구역 내에는 매우 높은 실업률과 이에 따른 알콜 중독과 같은 사회 문제 때문에 자녀들의 취학률이 떨어지는 악순환이 반복되고 있다. 2015년 기준 오글랄라족의 거주지인 파인리지 인디언 보호 구역의 인구는 18,834 명으로 이 가운데 80%의 가정이 알콜 문제를 겪고 있으며, 적절한 산업이 없어 실업율은 90%에 달하고, 자녀의 70%는 고등학교 이전에 학업을 포기하여 청소년 자살율 역시 매우 높다. 주택의 33%는 전기와 수도를 비롯한 현대적 설비가 없다.
한편, 1980년 미국 연방 대법원은 미국 정부가 라라미 조약을 일방적으로 어기고 블랙힐스를 보호 구역에서 해제하여 백인 정착촌을 건설한 1877년부터의 토지 사용에 대한 보상으로 원금 1억6백만 달러와 이자율 5%에 해당하는 이자 1천7백만5천 달러를 수족 공동체에 지급하도록 판결하였으나 수족은 이 돈의 수령을 거부하고 대신 워싱턴에 수족 기금을 마련하였다. 수족 공동체가 이러한 결정을 내린 이유는 그들의 고향 블랙힐스를 결과적으로 매각하는 것에 동의할 수 없으며 보호 구역으로 반환되어야 한다고 생각하기 때문이다. 이것은 수족의 원주민으로서 자존심에 의해 나온 것이었지만, 낙후한 경제 사정 때문에 부족 사이에서도 이견이 있다. 워싱턴의 수족 기금은 2011년 1억 달러가 되었다. 1991년 라코타 기금이 마련되어 1인당 1천 달러에서 1만4천 달러의 소액 대출로 창업을 장려하고 있으나 여전히 경제적 성과가 크지 않은 상황이다.
1994년 라코타족은 부족의 문화를 지키고 권익을 보호하기 위해 대표 없는 국가 민족 기구에 가입하였으나 2007년 탈퇴하였다.

## 대정부 관계

### 미국
미국에서 라코타족은 법적으로 그리고 아메리카 원주민들과 미국 정부의 조약에서부터 유래한 관습적인 호칭인 네이션으로서 자신들의 보호 구역을 대표할 위원회를 두고 대표자를 선출한다. 이렇게 선출된 대표들은 연방의 국가 수준 행정 기관과 입법 기관을 상대한다. 부족이나 보호 구역에 속한 개인은 헌법에 준하는 자체적인 규칙을 재정할 수 있고 위원회의 대표를 선출할 수 있다. 이에 따라 라코타족의 보호 구역은 대부분 위원회 위원장 또는 대표를 두어 자신들을 대표하고 있다.

### 캐나다
캐나다에는 라코타와 다코타를 합하여 9개의 그룹이 매니토바주와 서스캐처원주의 남부에 살고 있으며 인구는 약 6천 명 정도이다. 이들은 독자적인 문화를 이루는 원주민인 퍼스트 네이션으로 인정되지만, 정부와 협약을 채결하여 캐나다 크라운-원주민 관계와 북부 발전 기구를 통해 권리를 보장 받는 "협약 인디언"에는 포함되지 않는다. 이에 따라 캐나다에 거주하는 라코타와 다코타 사람들은 독자적인 토지 정착권이나 자연 자원 이용권을 주장할 수 없다. 2008년 다코타족이 캐나다 정부에 토지 정착 원조금 6천만 달러의 지급을 요청했으나 거절되었다.

### 원주민 운동
2007년 9월 UN은 원주민 권리 선언을 결의하였지만, 캐나다, 미국, 오스트레일리아, 뉴질랜드와 같이 정작 원주민의 권리 보호가 절실한 나라들은 비준을 거부하였다.
2007년 12월 20일 아메리카 인디언 운동 활동가 러셀 민스가 라코타 자유 대표단의 이름으로 라코타족과 미국 정부 사이의 모든 조약이 무효라는 주장을 발표하여 독립을 요구하였지만 라코타족은 해당 단체가 라코타족으로부터 선출된 바도 없고 아무런 관계도 없이 일방적인 주장을 한 데 불과하다며 그들을 지지하지 않는다고 밝혔다. 민스는 연이어 "라코타 공화국"의 설립을 선언하였지만 별다른 호응을 얻지는 못했다.
라코타족은 정치적 독립과 같은 요구보다는 자신들의 정체성에 대한 자존감과 교육, 사회 문제의 해결에 보다 관심이 많다. 미국 정부의 강압적인 동화 정책과 라코타족 스스로의 침체 때문에 부족 정체성에 많은 상처를 입었기 때문이다. 2020년 발표된 원주민 보호 단체의 《잃어버린 아이들, 부서진 가족들》은 사우스다코타의 사회복지국이 "납치"를 하다시피 라코타의 어린이들을 가정에서 분리시키고 있다고 고발한 바 있다. 이 영상 이후 라코타 어린이를 위한 기금이 조성되었다.

## 언어와 문화

### 언어
라코타족이 사용하는 라코타어는 수어족의 한 갈래인 수어의 하위 갈래이다. 라코타어를 일상 생활 언어로 사용하는 라코타어 화자의 수는 약 2천 명 정도로 주로 노스다코타와 사우스타코타에 살고 있다. 언어로서는 거의 사멸 위기에 처해 있는 상황으로 언어 되살리기를 위한 노력이 이어지고 있다.
아 에 이 오 우의 다섯 모음과 이에 연구개 비음 ŋ이 결합한 모음이 사용된다. 높낮이에 따른 성조가 있어 양음부호로 이를 구분한다. 예를 들어 e는 평성을 é는 고성을 나타낸다. 로마자로 표기하기 어려운 자음을 위해 반대 곡절 부호 ˇ가 쓰인다. 예를 들어 Č는 [tʃ]를 Čh는 [tʃʰ]를 표기하기 위해 사용된다.
어순은 SOV형으로 주어-목적어-술어의 구조를 갖는다. 그러나 종종 술어나 주어가 생략될 수 있다. 부가적 설명을 위한 꾸미는 말이 어근의 앞뒤로 붙거나 여러 동사를 함께 사용하여 서술될 수도 있다. 같은 어근을 갖는 말이라도 꾸미는 어미와 동사의 변화에 따라 보다 복잡한 의미를 지니게 되기도 한다. 라코타어는 다른 아메리카 원주민의 언어들과 같이 수어족을 벗어나면 친연 관계가 없기 때문에 배우거나 이해하기가 매우 어렵다.

### 문화
전통적인 라코타의 생활 양식은 초원을 배경으로 농경과 사냥을 하는 것이었다. 라코타 신화는 와캉 탕카(라코타어: Wakȟáŋ Tȟáŋka, 위대한 혼)가 지구의 모든 것에 힘이 깃들게 하고 생명의 원을 돌도록 하였다고 설명한다. 들소, 독수리, 사슴을 비롯한 여러 동물에 깃든 힘은 전사들에게 풀어야할 과제를 준다. 열두살이 되면 첫번째 과제를 받고 이를 해결하여 마을의 어엿한 일원으로 받아들여지게 된다. 와캉 탕카가 전하는 과제와 비전은 치료사에게 전해지기 때문에 치료사는 종교적인 권위를 지녔다. 치료사는 들소 춤, 초원 춤, 뱀 춤과 같은 의식을 주도하며 부족의 안녕과 번영을 기원하였다. 라코타족은 생명을 비롯한 가족, 식량, 세계가 모두 원을 그리며 늘어서 있다고 여겼다. 치료사는 사방을 뜻하는 검정(서쪽), 흰색(북쪽), 노랑(동쪽), 빨강(남쪽)의 4색으로 된 치료의 원을 그리고 기원의 춤을 추었다.
북아메리카의 다른 원주민들이 흔히 공유하는 문화인 태양 춤은 라코타족에게도 중요한 의식이었다.

## 같이 보기
- 라코타 신화
- 다코타족
- 나코타족

## 참고 문헌
- Beck, Paul N. (2013). Columns of Vengeance: Soldiers, Sioux, and the Punitive Expeditions, 1863–1864. Norman, OK: University of Oklahoma Press.
- Christafferson, Dennis M. (2001). "Sioux, 1930–2000". In R. J. DeMallie (Ed.), Handbook of North American Indians: Plains (Vol. 13, Part 2, pp. 821–839). W. C. Sturtevant (Gen. Ed.). Washington, D.C.: Smithsonian Institution. ISBN 0-16-050400-7.
- DeMallie, Raymond J. (2001a). "Sioux until 1850". In R. J. DeMallie (Ed.), Handbook of North American Indians: Plains (Vol. 13, Part 2, pp. 718–760). W. C. Sturtevant (Gen. Ed.). Washington, D.C.: Smithsonian Institution. ISBN 0-16-050400-7.
- DeMallie, Raymond J. (2001b). "Teton". In R. J. DeMallie (Ed.), Handbook of North American Indians: Plains (Vol. 13, Part 2, pp. 794–820). W. C. Sturtevant (Gen. Ed.). Washington, D.C.: Smithsonian Institution. ISBN 0-16-050400-7.
- Hämäläinen, Peka.(2019). Lakota America: A New History of Indigenous Power, New Haven, CT: Yale University Press. ISBN 978-0-300-21595-3.
- Matson, William and Frethem, Mark (2006). Producers. "The Authorized Biography of Crazy Horse and His Family Part One: Creation, Spirituality, and the Family Tree". The Crazy Horse family tells their oral history and with explanations of Lakota spirituality and culture on DVD. (Publisher is Reelcontact.com)
- Parks, Douglas R.; & Rankin, Robert L. (2001). "The Siouan Languages". In R. J. DeMallie (Ed.), Handbook of North American Indians: Plains (Vol. 13, Part 1, pp. 94–114). W. C. Sturtevant (Gen. Ed.). Washington, D.C.: Smithsonian Institution. ISBN 978-0-16-050400-6.
- Pritzker, Barry M. A Native American Encyclopedia: History, Culture, and Peoples. Oxford: Oxford University Press, 2000. ISBN 978-0-19-513877-1.
- Ullrich, Jan. (2011) New Lakota Dictionary. Lakota Language Consortium. ISBN 0-9761082-9-1. (The most comprehensive dictionary of the language, the only dictionary reliable in terms of spelling and defining words.)